# リカ・ライニシュ
リカ・ライニシュ（Rica Reinisch, 1965年4月6日 - ）は、東ドイツザクセン州ザイフヘナースドルフ出身のドイツ人女子競泳選手。女子100m背泳ぎ・200m背泳ぎ元世界記録保持者。1980年モスクワオリンピックで100m背泳ぎ・200m背泳ぎ・400mメドレーリレーで金メダル3個を獲得した。

## 経歴

### 1980年モスクワオリンピック
15歳で参加したモスクワオリンピックでライニシュは圧倒的な結果を残した。
| 種目                 | 予選             | 決勝             |
| -------------------- | ---------------- | ---------------- |
| 100m背泳ぎ           | 1:01.50 (世界新) | 1:00.86 (世界新) |
| 200m背泳ぎ           | 2:13.00 (五輪新) | 2:11.77 (世界新) |
| 4×100mメドレーリレー | 4:08.89          | 4:06.67 (世界新) |
| リレーラップタイム   | 1:01.95          | 1:01.51 (世界新) |

予選から全て1位通過で個人種目では200m背泳ぎの予選以外の3レースでは世界新記録を更新、200m背泳ぎ予選でも五輪新記録更新と圧巻の泳ぎを見せた。メドレーリレーでも世界新記録を更新して、三冠を達成した。
100m背泳ぎでは400mメドレーリレー決勝→100m予選→100m決勝と3度世界新記録を更新した。